# وولگورچنسک
شهر وولگورچنسک (به روسی: Волгореченск) در کشور روسیه و در اوبلاست کوستروما واقع شده‌است.